# Wout van Wengerden
Wout van Wengerden, född 16 februari 1987 i Monnickendam, är en nederländsk friidrottare (stavhoppare). van Wengerden har tävlat i flera juniormästerskap, bland annat vid ungdoms-EM 2005, junior-VM 2006 och U-23 EM år 2007. Hans personliga rekord (utomhus) satte han år 2008 då han hoppade 5,55 meter. Hans inomhusrekord är 5,41 meter, satt år 2010. Han tränas av George Friant.

## Statistik

### Personliga rekord
Outdoor
| Gren     | Resultat | Datum       | Plats   |
| -------- | -------- | ----------- | ------- |
| Stavhopp | 5,55 m   | 8 juni 2008 | Helmond |

Inomhus
| Gren     | Resultat | Datum           | Plats     |
| -------- | -------- | --------------- | --------- |
| Stavhopp | 5,41 m   | 16 januari 2010 | Luxemburg |

### Utveckling
| År   | Utomhus (m) | Inomhus (m) |
| ---- | ----------- | ----------- |
| 2001 | 3,30        | -           |
| 2002 | 3,80        | 3,40        |
| 2003 | 4,70        | 4,20        |
| 2004 | 5,03        | 4,90        |
| 2005 | 5,11        | 5,05        |
| 2006 | 5,21        | 5,06        |
| 2007 | 5,40        | 5,15        |
| 2008 | 5,55        | 5,35        |
| 2009 | 5,55        | -           |
| 2010 | 5,42        | 5,41        |